# The Silent Service

Chinmoku no Kantai (яп. 沈黙の艦隊) — манга, созданная Кайдзи Кавагути. Выпускалась в журнале Morning издательства Коданся с 1988 по 1996 годы. Экранизация в виде OVA от студии Sunrise вышла в 1996 году.

## Сюжет
Во время холодной войны морские силы самообороны Японии совместно с военно-морскими силами США разрабатывают атомную подводную лодку. В первом плаванье, команда  субмарины провозглашает независимость, выходит из-под юрисдикции Японии и берёт новое название «Ямато». Капитан Кайэда пытается посетить саммит ООН в Нью-Йорке, чтобы субмарину признали независимым государством, однако ВМФ США и СССР противостоят ему.

## Роли озвучивали
| Актёр            | Роль                |
| ---------------- | ------------------- |
| Масанэ Цукаяма   | Сиро Кайэда         |
| Акио Оцука       | Хироси Фукамати     |
| Мугихито         | Эйдзи Яманака       |
| Нака Хироси      | Такуо Мидзогути     |
| Токумару Кан     | Дэвид Райан         |
| Оцука Тикао      | Стангер             |
| Осаму Сака       | Тосио Такэгами      |
| Осаму Като       | Токудзи Нумата      |
| Тэцуо Комура     | Ричард Бойс         |
| Тосия Уэда       | Николас Дж. Беннетт |
| Юдзуру Фудзимото | Джон Мёрдок         |

## Критика и влияние
Произведение критиковалось за продвижение идей милитаризма, но было положительно встречено в Японии. Манга также получила премию издательства Коданся. 
Корейский фильм «Субмарина „Призрак“» 1999 года был вдохновлён The Silent Service.